# Rosetticka
Rosetticka (Postia floriformis) är en svampart som först beskrevs av Lucien Quélet, och fick sitt nu gällande namn av Jülich 1982. Postia floriformis ingår i släktet Postia och familjen Fomitopsidaceae.   Inga underarter finns listade i Catalogue of Life.
I den svenska databasen Dyntaxa används istället namnet Oligoporus floriformis för samma taxon.  Arten är reproducerande i Sverige.